# 椭圆函数滤波器
椭圆滤波器（Elliptic filter）又称考尔滤波器（Cauer filter），是在通带和阻带等波纹的一种滤波器。椭圆滤波器相比其他类型的滤波器，在阶数相同的条件下有着最小的通带和阻带波动。它在通带和阻带的波动相同，这一点区别于在通带和阻带都平坦的巴特沃斯滤波器，以及通带平坦、阻带等波纹或是阻带平坦、通带等波纹的切比雪夫滤波器。

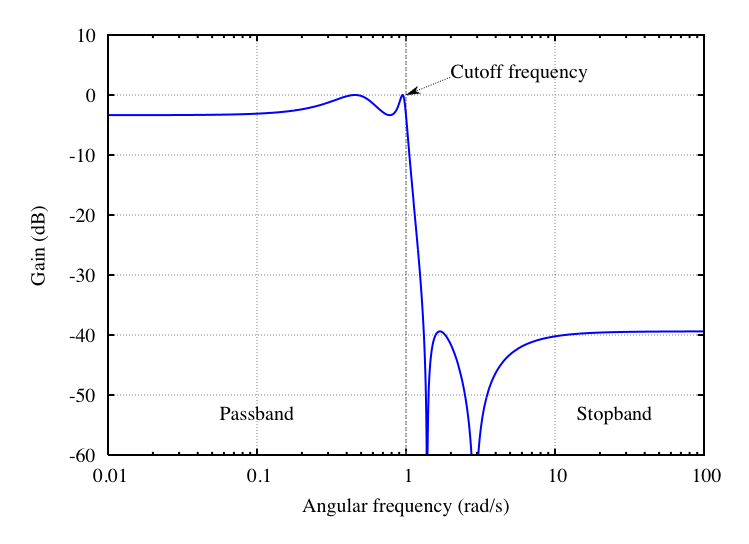
四阶低通椭圆滤波器的频率响应。

一个低通椭圆滤波器的频率响应的幅度为：
{\displaystyle G_{n}(\omega )=\left|H_{n}(j\omega )\right|={1 \over {\sqrt {1+\epsilon ^{2}R_{n}^{2}(\omega )}}}}
其中{\displaystyle R_{n}} 是n 阶雅可比椭圆函数（Chebyshev rational functions）。

## 与其他线性滤波器的比较
下图给出了椭圆滤波器与其他常见滤波器的比较，各滤波器的参数一样多。
由图可见，椭圆滤波器比其他滤波器更陡，因此在选择滤波器的时候，椭圆滤波器能够以较低的阶数获得较窄的过渡带宽，但是它在通带和阻带上都有波动。